# Decade: Lift Up Your Eyes
El álbum Decade: Lift Up Your Eyes (Década: Alzad vuestros ojos, traducido al español) es una compilación de los 10 años que tiene la Conferencia Planetshakers, que se realiza todos los años en Australia. 

## Temas
- Shake The Planet (3:00).
- Reflector (4:30).
- Running After You (4:17).
- Evermore (8:37).
- Worthy To Be Praised (7:37).
- Rain Down (6:42).
- Always and Forever (4:50).
- Open Up The Gates (5:24).
- Praise Him (4:18).
- Big (5:25).
- Send Me (7:26).
- Lift Up Your Eyes (9:09).
- How I Love You (8:01).